# Saint Enfant Jésus d'Atocha
 (mai 2014).
Si vous disposez d'ouvrages ou d'articles de référence ou si vous connaissez des sites web de qualité traitant du thème abordé ici, merci de compléter l'article en donnant les références utiles à sa vérifiabilité et en les liant à la section « Notes et références ».

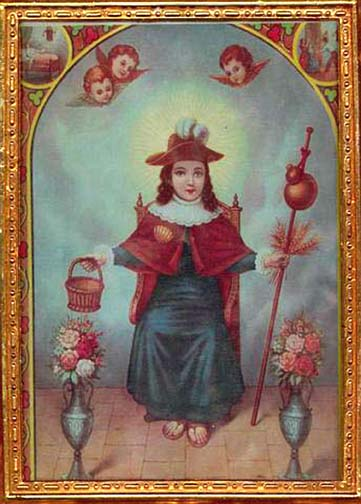
Le saint Enfant Jésus d'Atocha.

Saint Enfant Jésus d’Atocha, représenté  comme un petit enfant espagnol, est l'une des images miraculeuses de l’Enfant Jésus d’origine mariale, dont le culte serait originaire de Madrid (Espagne), dans le quartier d'Atocha.

## Historique

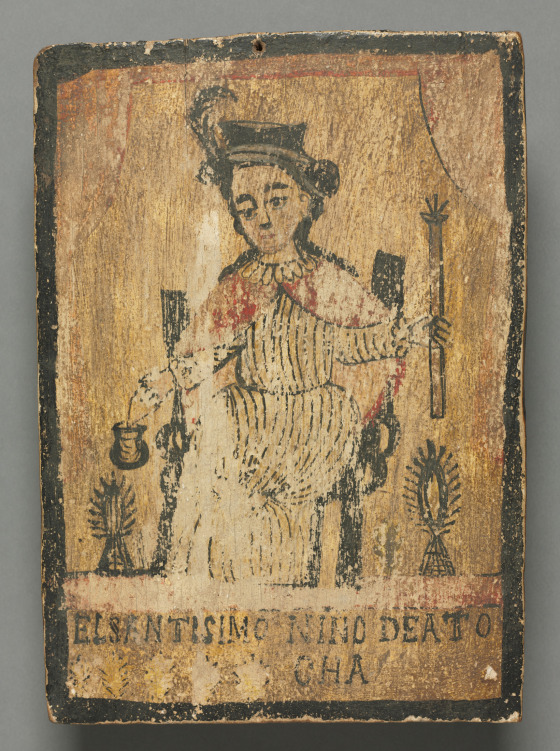
Huile sur bois du XVIIe siècle de l'Enfant Jésus d'Atocha (Cleveland Museum of Art)

Le  culte du Saint Enfant Jésus d’Atocha trouve ses origines en Espagne à Atocha près de Madrid sous l’occupation maures que dans les années 1490. Il est vénéré en Espagne, aux Philippines et au Mexique. 
Son apparence est très originale, il est assis sur un petit trône avec un chapeau et une plume, un bâton de pèlerin, une gourde et un panier à la main, contenant du pain. 
Le culte du Saint Enfant Jésus d’Atocha trouve ses origines en Espagne à Atocha près de Madrid. 
En effet, au VIIIe siècle, l’Espagne wisigothique est envahie par les Maures d’Afrique du Nord, qui conquièrent la quasi-totalité de la péninsule.
Au nord de l’Espagne cependant, une mince bande de territoire échappe aux envahisseurs, le versant sud des Pyrénées et la partie littorale jouxtant l’Atlantique.
De là partira la « Reconquista », la reconquête en français qui désigne les siècles de luttes entreprises par les chrétiens espagnols contre les musulmans (les maures) pour reconquérir leur péninsule. 
La Reconquista s’est prolongée jusqu’en 1492, date à laquelle les Rois Catholiques se sont emparés de Grenade.
Selon la tradition, durant la dernière étape de la Reconquista, ou Reconquête, les habitants d’Atocha n’avaient plus de nourriture.
Ce fut alors qu’un enfant vêtu comme un pèlerin entra dans le camp de détention avec un panier de nourriture et une jarre d’eau. Les gardiens lui permirent d’alimenter les prisonniers qui découvrirent avec surprise que ni les aliments ni l’eau ne diminuaient malgré la distribution.
Ni les maures ni les espagnols ne connaissaient cet enfant, ils arrivèrent à la conclusion que c’était l’enfant Jésus qui les avait visités, reproduisant le miracle de la multiplication des pains.
Le Saint Enfant Jésus d’Atocha est représenté comme un petit enfant espagnol. Son apparence est très originale, il est assis sur un petit trône avec un chapeau et une plume, un bâton de pèlerin, une gourde et un panier à la main, contenant du pain.
Il est vénéré en Espagne, aux Philippines et au Mexique.

## Anecdote
À Cuba, pour la Santeria (syncrétisme religieux), il est associé à Elegua.